# João Roiz de Castel-Branco

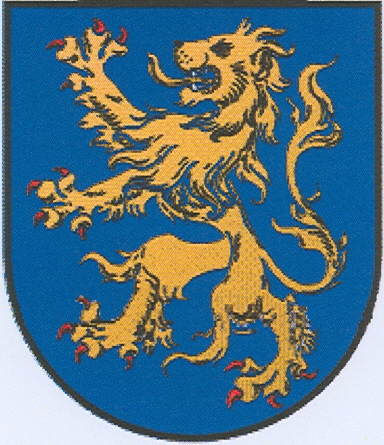
Blasón de la familia Castelo-Branco

João Roiz de Castel-Branco, también escrito João o Joam Ruiz de Castelo-Branco, fue un noble portugués, hidalgo de la Casa Real, cortesano y poeta humanista.

## Vida
Nació probablemente en Lisboa o en Castelo Branco a mediados del siglo XV y parece haber fallecido en esta última ciudad tras 1515. Está enterrado en la capilla de la iglesia de Santa Maria do Castelo de Castelo Branco, junto a su mujer, Catarina Vaz de Sequeira, nieta del maestre de la Orden de Avis y regente del Reino, D. Fernão Roiz de Sequeira.
Fue hijo de Rui Gonçalves de Castel-Branco, hidalgo de la Casa Real, del consejo del rey D. Afonso V y cobrador de la hacienda en la Guarda a partir de 1466, casado con A. Guiomar Vaz de Castel-Branco.
Formó parte de las cortes de D. Manuel I y D. João III. A partir de 1515, a mando de D. Manuel, ocupó el cargo de contador de la hacienda de la Riba y almoxarifado de la ciudad de Guarda.
De su boda con Catarina Vaz de Sequeira dejó numerosa descendencia, encontrándose su actual representación genealógica en la Casa dos Viscondes de Alter de Chão (Caldeira de Castel-Branco).

## Obra
Roiz de Castel-Branco fue un famoso poeta, encontrándose algunas de sus composiciones en el Cancioneiro Geral de Garcia de Resende, publicado en 1516. En esa compilación de poemas de los siglos XV y XVI, Roiz de Castel-Branco es uno de los más destacados, junto a Diogo Brandão, Duarte de Brito, Jorge de Aguiar, Francisco da Silveira, Sá de Miranda, Bernardim Ribeiro y el propio compilador, Garcia de Resende.
Su poema más conocido es Cantiga sua partindo-se, poema de amor posiblemente dedicado a una dama de la corte.

Senhora, partem tão tristes
meus olhos por vós, meu bem,
que nunca tão tristes vistes
outros nenhuns por ninguém.

Tão tristes, tão saudosos,
tão doentes da partida,
tão cansados, tão chorosos,
da morte mais desejosos
cem mil vezes que da vida.
Partem tão tristes os tristes,
tão fora d' esperar bem,
que nunca tão tristes vistes
outros nenhuns por ninguém.
Cantiga sua partindo-se, Cancioneiro Geral.

En otro poema del Cancioneiro, escrito en respuesta a una carta de su primo António Pacheco, que era cortesano en Lisboa, Roiz de Castel-Branco da una respuesta moralizante en que se revela su aversión a la vida de la corte y su preocupación por el destino de los que van a combatir a la mar ("Armadas idas d’além | já sabeis como se fazem, | quantos cativos lá jazem, | quantos lá vão que não vem"). El poeta afirma que prefiere la vida rústica en la Riba con todas las dificultades, y que "por não ser cortesão | fugirei d'aqui té Roma".

## Actualidad
Su poema más famoso, Cantiga sua partindo-se, musicado por Alain Oulman, fue cantado por Amália Rodrigues en su disco Fado Portugués. Y el escritor José Saramago, en su libro Los poemas posibles (1966), usa Partiéndose como base para su poema Recuerdo de Joam Roiz de Castel-Branco. El artista albicastrense José Simão ha hecho una medalla conmemorativa del aniversarion de João Roiz 1515-2015, y en septiembre de 2018 se inauguró su escultura en Castelo Branco en honor del poeta.